# Överluleå församling
Överluleå församling är en församling i Lule kontrakt i Luleå stift. Församlingen ligger i Bodens kommun i Norrbottens län och ingår i Bodens pastorat.

## Administrativ historik
Församlingen bildades 1831 genom en utbrytning ur Luleå församling som samtidigt namnändrades till Nederluleå församling. 1890 (enligt beslut den 21 mars 1884) utbröts Edefors församling. Mellan 1919 och 1966 var kyrkobokföringen uppdelad på kommunerna Överluleå landskommun och Bodens stad, dock utan officiellt beslut.
1 januari 1966 överfördes från Överluleå församling till Edefors församling ett obebott område omfattande en areal av 3,49 km² land. 1 januari 1972 överfördes till Överluleå församling från Nederluleå församling ett område med 4 invånare och omfattande en areal av 0,3 km², varav 0,3 km² land.
1 januari 1998 utbröts Sävasts församling.
Före 1967 var församlingen delad av kommungräns och därför hade den två församlingskoder, 250800 för delen i Överluleå landskommun och 258200 för delen i Bodens stad.

### Pastorat
- 1831 till 1994: Eget pastorat.
- 1994 till 1998: Moderförsamling i pastoratet Överluleå och Gunnarsbyn.
- 1998 till 2014: Moderförsamling i pastoratet Överluleå, Gunnarsbyn och Sävast.[5]
- Från 2014: Bodens pastorat med församlingar enligt ovan (bildat senast 2014), där från 2018 även Edefors församling ingår.

På 1880-talet var Överluleå ett regalt pastorat av första klassen. Pastorats uppdelning på klasser upphörde genom lagen angående tillsättning av präster den 26 oktober 1883 och systemet med regala pastorat avskaffades genom 1910 års prästvallag.

## Areal
Överluleå församling omfattade den 1 januari 1911 en areal av 1 339,00 km², varav 1 253,90 km² land, och den 1 januari 1952 fortfarande samma areal. Dessa arealsiffror var baserade på Generalstabskartan i skala 1:100 000 över Norrbottens län upprättad 1876-1897. Efter nymätningar och arealberäkningar färdiga den 1 januari 1954 baserade på nya kartor (ekonomiska kartan i skala 1:10 000) omfattade församlingen den 1 januari 1961 en areal av 1 341,65 km², varav 1 250,76 km² land. Överluleå församling omfattade den 1 januari 1986 en areal av 1 339,8 km², varav 1 248,9 km² land.

## Befolkningsutveckling
| Befolkningsutvecklingen i Överluleå församling 1840–2015 | Befolkningsutvecklingen i Överluleå församling 1840–2015 | Befolkningsutvecklingen i Överluleå församling 1840–2015 | Befolkningsutvecklingen i Överluleå församling 1840–2015 | Befolkningsutvecklingen i Överluleå församling 1840–2015 |
| --- | -------------------------------------------------------- | -------------------------------------------------------- | -------------------------------------------------------- | -------------------------------------------------------- |
| |                                                          |                                                          |                                                          |                                                          |
| År |                                                          |                                                          | Folkmängd                                                |                                                          |
| 1840 | 1840                                                     |                                                          | 3 861                                                    |                                                          |
| 1850 | 1850                                                     |                                                          | 4 672                                                    |                                                          |
| 1860 | 1860                                                     |                                                          | 5 809                                                    |                                                          |
| 1870 | 1870                                                     |                                                          | 7 230                                                    |                                                          |
| 1880 | 1880                                                     |                                                          | 8 386                                                    |                                                          |
| 1890 | 1890                                                     |                                                          | 7 432                                                    |                                                          |
| 1900 | 1900                                                     |                                                          | 10 555                                                   |                                                          |
| 1910 | 1910                                                     |                                                          | 13 961                                                   |                                                          |
| 1920 | 1920                                                     |                                                          | 15 859                                                   |                                                          |
| 1930 | 1930                                                     |                                                          | 15 928                                                   |                                                          |
| 1935 | 1935                                                     |                                                          | 16 320                                                   |                                                          |
| 1940 | 1940                                                     |                                                          | 17 153                                                   |                                                          |
| 1945 | 1945                                                     |                                                          | 20 726                                                   |                                                          |
| 1950 | 1950                                                     |                                                          | 21 609                                                   |                                                          |
| 1955 | 1955                                                     |                                                          | 21 833                                                   |                                                          |
| 1960 | 1960                                                     |                                                          | 22 880                                                   |                                                          |
| 1965 | 1965                                                     |                                                          | 23 168                                                   |                                                          |
| 1970 | 1970                                                     |                                                          | 23 277                                                   |                                                          |
| 1975 | 1975                                                     |                                                          | 24 428                                                   |                                                          |
| 1980 | 1980                                                     |                                                          | 25 626                                                   |                                                          |
| 1985 | 1985                                                     |                                                          | 25 958                                                   |                                                          |
| 1990 | 1990                                                     |                                                          | 26 753                                                   |                                                          |
| 1995 | 1995                                                     |                                                          | 27 384                                                   |                                                          |
| 2000 | 2000                                                     |                                                          | 22 861                                                   |                                                          |
| 2005 | 2005                                                     |                                                          | 22 547                                                   |                                                          |
| 2010 | 2010                                                     |                                                          | 22 041                                                   |                                                          |
| 2015 | 2015                                                     |                                                          | 22 564                                                   |                                                          |
| Anm: Edefors församling utbruten 1890 och Sävasts församling utbruten 1998. För åren 1840-1945: befolkning enligt folkräkning 31 december enligt den administrativa indelningen den 1 januari följande år. 1950 avser befolkning enligt folkräkning den 31 december enligt den administrativa indelningen den 1 januari 1952. 1960-1970 avser befolkning enligt folkräkning den 1 november enligt den administrativa indelningen den 1 januari följande år. För åren 1955 samt 1975-2015: befolkning 31 december enligt den administrativa indelningen den 1 januari följande år. Sedan 1 januari 2016 sker inte folkbokföring per församling och därmed kan det hända att vissa personer inte ingår i församlingens folkmängd då de är skrivna på den fiktiva fastigheten På kommunen skriven som inte delas upp på församlingsnivå då de inte kunnat folkbokföras på en särskild befintlig fastighet. Den totala befolkningen i Svenska kyrkans församlingar är därför något lägre än den totala befolkningen i riket. |                                                          |                                                          |                                                          |                                                          |

## Kyrkoherdar
| 1831–1840 | Eric Sjöding                  | 1778–1840 |                                        |
| 1843–1854 | Anders Löwing                 | 1799–1854 |                                        |
| 1857–1869 | Carl Petter Gellerstedt       | 1810–1869 |                                        |
| 1872–1879 | Anders Aron Stecksén          | 1812–1879 |                                        |
| 1882–1891 | Hugo Sandström                | 1843–1903 | Senare kyrkoherde i Bygdeå församling. |
| 1891–1926 | Per Sigfrid Ossian Nordenstam | 1857–1926 |                                        |

### Komministrar
| Ämbetstid | Namn                  | Levnadstid | Övrigt                                    |
| --------- | --------------------- | ---------- | ----------------------------------------- |
| 1829–1840 | Johan Palmgren        | 1792–1840  |                                           |
| 1843–1863 | Israel Naesvall       | 1784–1863  |                                           |
| 1865–1878 | Karl Filip Schönfeldt | 1835–1878  |                                           |
| 1879–1886 | Per Olof Källström    |            | Senare kyrkoherde i Burträsks församling. |
| 1896–1908 | Olof Gottfrid Viklund | 1857–1908  |                                           |

## Kyrkor
- Överluleå kyrka
- Rörvikskyrkan
- Matteuskyrkan i Svartbyn
- Mikaelskyrkan i Heden
- Bredåkers kyrka upphörde som kyrka i november 2024